# Paul Yule (fotožurnalista)
Paul Harris Yule (* 1956)  je jihoafrický fotoreportér a filmař. Kromě fotografování režíroval více než 30 filmů na šesti kontinentech, často na kontroverzní politická a společenská témata, z nichž několik získalo významná ocenění, včetně mezinárodní ceny Emmy (za Damned v USA - Berwick Universal Pictures, 1990), ocenění od Royal Television Society,  Edward Morrow Prize,  a Amnesty International Prize.  V roce 1980 založil v Londýně produkční společnost Berwick Universal Pictures.

## Životopis
Paul Yule se narodil v Johannesburgu v Jihoafrické republice a jeho rodina emigrovala do Anglie, když mu bylo osm let. Vystudoval Aldenham School a poté studoval filozofii, politiku a ekonomii (PPE) na Oxfordské univerzitě.
Jeho prvním výstupem pro fotožurnalistiku byla práce pro časopis Oxfordské univerzity Isis a dokumentování rané divadelní práce současníků Rowana Atkinsona, Richarda Curtise a dalších z této generace. Po odchodu z Oxfordu v roce 1979 odjel Yule na osm měsíců do Peru, kde pracoval jako fotograf na projektu Cusichaca poblíž Cusca. V roce 1980 založil ečnost Berwick Universal Pictures s fotografem Chrisem Plytasem, pracujícím v suterénním studiu na Berwick Street v Londýně, a ten samý rok nafotil a navrhl album Live in Belfast Rowana Atkinsona. V roce 1983, po několika dalších návštěvách Peru, jeho kniha The New Incas (s úvodem od Johna Hemminga) byla vydána The New Pyramid Press a fotografie byly široce vystavovány, včetně v Side Gallery v Newcastlu, Royal Geographical Society nebo The Photographers' Gallery v Londýně.
Fotografie v Peru se stala námětem jeho prvního dokumentárního filmu Martin Chambi and the Heirs of the Incas (Martín Chambi a dědicové Inků, 1986), natočeného pro BBC's Arena, který zobrazuje život, dobu a současný význam tohoto fotografa Cusqueña z počátku 20. století. Byl to první z půl tuctu dokumentárních filmů, které Yule během následujících dvou desetiletí v Peru natočil a začátek oceňované spolupráce s producentem Andym Harriesem.
V roce 1990 Yule natočil Trains That Passed in the Night, lyrický film o dalším skvělém fotografovi, Američanovi O. Winstonu Linkovi, k jehož problematickému osobnímu příběhu se měl vrátit a přehodnotit o 15 let později ve The Photographer, His Wife, Her Lover (2005).
V letech 1991–1992 jeho dokumentární film Damned v USA vysílaný na Channel 4, film o cenzuře a umění v USA, který představuje reverenda Donalda Wildmona z American Family Association, zapletl do přelomového právního sporu. Ačkoli film již vyhrál mezinárodní cenu Emmy, Wildmon a AFA zažalovali Yuleho, jeho koproducenta Jonathana Stacka a Channel 4 o 8 milionů dolarů ve snaze zastavit distribuci filmu a označili jej za „rouhačský a obscénní“. Yule a jeho spoluobžalovaní bojovali proti žalobě u soudu v Mississippi a získali zákonné právo film volně vysílat. Lou Reed na podporu případu přepsal text ke své klasice „ Walk on the Wild Side“.
Tématem Yuleových filmů byla historie, politika, náboženství, sport, vzdělávání a umění. Spolupracoval s několika spisovateli, včetně Nicholase Shakespeara na filmech o Mariu Vargasovi Llosovi (1990) a Bruce Chatwinovi (1999); s Peterem Obornem o odhaleních politika Roberta Mugabeho (2003) a spiknutí kolem hráče kriketu Basila D'Oliveira (2004); stejně jako s Darcem Howem, Mirandou Sawyerovou, Paulem Morleym, Lukem Hollandem a dalšími. V roce 2003 režíroval uznávané drama o siru Edwardu Elgarovi, Elgar's Tenth Muse s Jamesem Foxem v hlavní roli a scénář napsal Nigel Gearing. Natočil také řadu filmů ve válečných zónách, často natáčel vlastní materiál – zejména Babitski's War (2000, v Čečensku), The House of War (Dům války, 2002, v Afghánistánu), Mugabe's Secret Famine (Mugabeho tajný hladomor, 2003, v Zimbabwe), Here's One We Invaded Earlier (2003, v Afghánistánu) a All Out In Pakistan (2017, v Pákistánu). Mezi producenty, se kterými spolupracoval, patří Jonathan Stack, George Carey, Roy Ackerman, Samir Shah a Markus Davies.
V roce 2008 Yule dokončil třífilmovou 60letou historii apartheidu v Jihoafrické republice a jeho důsledky (White Lies, 1994 – o Mezinárodním fondu obrany a pomoci; The Basil D'Oliveira Conspiracy, 2004; a The Captain and the Bookmaker, 2008 – poslední dva z nich se zaměřují na politickou historii Jihoafrické republiky viděnou prizmatem kriketu, včetně pádu Hansie Cronje).
V roce 2011 byl pozván vyučovat filmovou tvorbu na Univerzitu v Kapském Městě. Zatímco tam vytvořil "The Big Picture", intenzivní, praktický kurz produkce dokumentárních filmů zaměřený na školení nové generace filmařů a techniků, aby vytvořili svěží, společensky relevantní místní programy. V souvislosti s tím byl centrálně zapojen do znovuspuštění komunitní televizní stanice v Kapském Městě CTV. V letech 2013 a 2015 režíroval dvě sezóny seriálu Dream School SA, reality seriálu o vzdělávání v Jihoafrické republice, a byl také hlavním jezdcem.
Nedávné filmy zahrnují All Out In Pakistan (BBC, 2017) – strukturované kolem kriketových turné „Wounded Tiger“ Petera Obornea a zabývá se vztahem kriketu k politice v Pákistánu – a The Life of Jo Menell (2019), film o ikonoklastickém aktivistickém filmaři, který měl světovou premiéru na festivalu dokumentárních filmů The Encounters Documentary Film Festival.
V roce 2021 byla zveřejněna retrospektiva jeho fotografie My Developing Eye.
Yule je ženatý s kreslířkou Denise Dorrance a má čtyři děti.

## Filmografie
- Martin Chambi and the Heirs of the Incas (1986)
- Our God the Condor (1987)
- Iquitos (1988)
- Mario Vargas Llosa: The Story of the Novelist Who Would Be President (1990)
- O Winston Link: Trains that Passed in the Night (1990)
- Damned in the USA (1991)
- As American as Apple Pie (1992)
- Good Morning Mr Hitler! (1993)
- White Lies (1994)
- Return to the Sacred Ice (1994)
- Geiger Sweet Geiger Sour (1995)
- Elgar's Tenth Muse (1996)
- Lone Star Hate (1997)
- In the Footsteps of Bruce Chatwin (1999)
- Welcome to Armageddon (1999)[14]
- Babitsky's War (2000)
- Battle for the Holocaust (2001)
- Marquis de Sade — Pornographer or Prophet? (2001)
- The House of War (2002)
- Mugabe's Secret Famine (2003)
- Afghanistan – Here's One We Invaded Earlier (2003)
- Not Cricket: The Basil D'Oliveira Conspiracy (2004)
- The Last Waterloo Cup (2005)
- The Photographer, His Wife, Her Lover (2005)
- Is This My Country? (2006)
- A Matter of Life and Death (2007)
- Not Cricket 2: The Captain and The Bookmaker (2008)
- Black Star – An African Football Odyssey (2008)
- How To Be A Composer (2009)
- God do not Live Here Anymore? (2010)
- Derek Parker - A Life in Architecture (2011)
- Dream School SA - Season 1 (2013)
- Spring Queen (2014)
- Dream School SA - Season 2 (2015)
- All Out in Pakistan (2017)
- The Life of Jo Menell - Americans, Mongrels & Funky Junkies (2019)